# Hexolite
Pour un article plus général, voir RDX.
Pour les articles homonymes, voir HBX.
L'hexolite (ou HBX) est un explosif développé durant la Seconde Guerre mondiale, composé de TNT (tolite), d'hexogène (RDX), d'aluminium en poudre et de cire D-2 avec du chlorure de calcium.
Il est utilisé dans des ogives et dans l'armement sous-marin.